# Disco X
| Recensione | Giudizio |
| ---------- | -------- |
| Newsic.it  | 7,50/10  |
| Ondarock   | 7/10     |
| Rockol     | 7/10     |

Disco X è il decimo album in studio del cantautore italiano Daniele Silvestri pubblicato il 9 giugno 2023 dalle etichette Epic e Sony.

## Tracce
Testi e musiche di Daniele Silvestri, eccetto dove indicato.
1. Intro X (feat. Fulminacci, Wrongonyou, Frankie hi-nrg mc, Franco126, Selton, Davide Shorty, Eva Pevarello, Giorgia, Emanuela Fanelli) – 3:56 (testo: Daniele Silvestri, Davide Sciortino, Eva Pevarello, Filippo Uttinacci, Francesco Di Gesù, Marco Zitelli, Selton – musica: Daniele Silvestri, Daniele Tortora)
2. Scrupoli – 3:26 (musica: Daniele Silvestri, Daniele Tortora)
3. Il talento dei gabbiani (feat. Selton) – 3:54 (testo: Daniele Silvestri, Daniel Plentz, Eduardo Stein Dechtiar, Ramiro Levy – musica: Daniele Silvestri, Daniele Tortora)
4. Tutta – 3:24 (testo: Daniele Silvestri, Paolo Poni – musica: Daniele Silvestri, Daniele Tortora)
5. Bella come stai (feat. Franco126) – 4:28 (testo: Daniele Silvestri, Federico Bertolini – musica: Daniele Silvestri, Daniele Tortora)
6. Colpa del fonico – 4:35
7. L'uomo nello specchio (feat. Fulminacci) – 3:37 (testo: Daniele Silvestri, Filippo Uttinacci – musica: Daniele Silvestri, Daniele Tortora, Filippo Uttinacci)
8. Cinema d'essai (feat. Giorgia) – 3:18 (testo: Daniele Silvestri, Giorgia Todrani – musica: Daniele Silvestri, Daniele Tortora)
9. While the children play (feat. Frankie hi-nrg mc, Wrongonyou) – 5:13 (testo: Daniele Silvestri, Francesco Di Gesù, Marco Zitelli – musica: Daniele Silvestri, Daniele Tortora)
10. Mar ciai (feat. Eva Pevarello) – 4:48 (testo: Daniele Silvestri, Eva Pevarello – musica: Daniele Silvestri, Daniele Tortora)
11. Up in the sky (feat. Davide Shorty) – 4:57 (testo: Daniele Silvestri, Davide Sciortino – musica: Daniele Silvestri, Daniele Tortora)
12. Ghost track – 2:18 (musica: Daniele Silvestri, Daniele Tortora)

## Classifiche
| Classifica (2023) | Posizione massima |
| ----------------- | ----------------- |
| Italia            | 11                |